# Aruwa Ameh
Aruwa Ameh (1991 - 30 november 2011) was een Nigeriaanse voetballer die zijn loopbaan bij Kaduna United FC begon en op het moment dat hij stierf bij Bayelsa United FC speelde. In het seizoen 2006-2007 werd hij als 17-jarige topscorer in de Premier League.
Hij stierf in het ziekenhuis, waar hij al één week lag, omwille van armklachten. Zijn precieze doodsoorzaak en of dit met deze armklachten te maken heeft, is tot op heden onduidelijk.